# 约翰·麦克杜格尔
约翰·麦克杜格尔（John McDougall，1818年—1866年3月30日），美国政治家，独立民主党人，曾任首任加利福尼亚州副州长（1849年-1851年）和第二任加利福尼亚州州长（1851年-1852年）。